# 埃斯基比安
埃斯基比安（法語：Esquibien，法語發音：[ɛskibjɛ̃]）是法国菲尼斯泰尔省的一个旧市镇，位于该省西南部，属于坎佩尔区。2016年，埃斯基比安与市镇欧迪耶讷合并为新的欧迪耶讷。

## 地理
埃斯基比安（48°1'30"N, 4°33'46"W）面积15.42 平方千米，位于法国布列塔尼大區菲尼斯泰尔省，该省份为法国最西部的省份，位于布列塔尼半岛西部，北西南三面环大西洋，东临阿摩尔滨海省和莫尔比昂省。
与埃斯基比安接壤的市镇（或旧市镇、城区）包括：欧迪耶讷、伯泽克卡普锡赞、古利安、蓬克鲁瓦、普里姆兰。

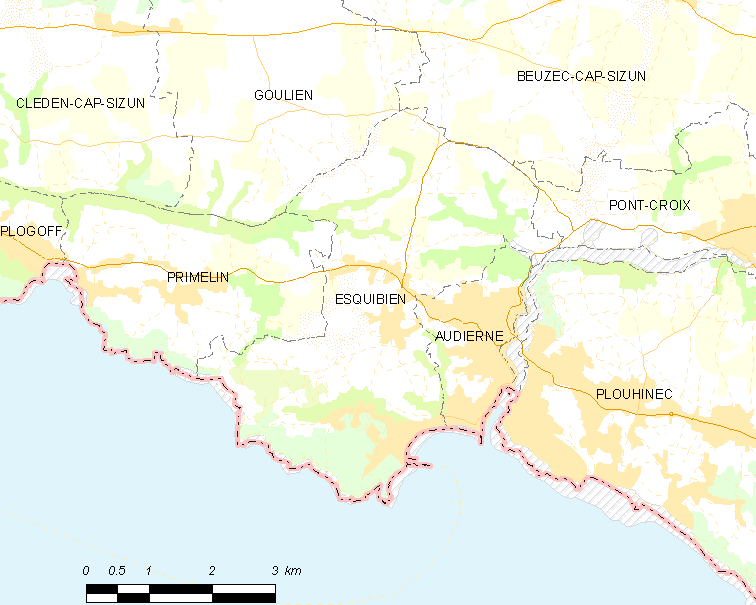
埃斯基比安的OSM定位图

埃斯基比安的时区为UTC+01:00、UTC+02:00（夏令时）。

## 行政
埃斯基比安的邮政编码为29770，INSEE市镇编码为29052。

## 政治
埃斯基比安所属的省级选区为杜瓦讷内县。

## 人口

1962-2008年间埃斯基比安人口变化图示

埃斯基比安于2018年1月1日时的人口数量为1541人。